# Žďár (district de Rakovník)
Pour les articles homonymes, voir Žďár.
Žďár (en allemand : Schaar) est une commune du district de Rakovník, dans la région de Bohême-Centrale, en République tchèque. Sa population s'élevait à 121 habitants en 2022.

## Géographie
Žďár se trouve à 4,5 km au sud de Jesenice, à 20 km à l'ouest-sud-ouest de Rakovník et à 69 km à l'ouest-sud-ouest de Prague.
La commune est limitée par Krty au nord, par Drahouš au nord et à l'est, par Čistá et Vysoká Libyně au sud, par Jesenice au sud et au sud-ouest, et par Velečín à l'ouest.

## Histoire
La première mention écrite de la localité date de 1558.

## Administration
La commune se compose de deux sections :
- Otěvěky
- Žďár

## Transports
Par la route, Žďár se trouve à 5 km de Jesenice, à 25 km de Rakovník, à 45 km de Plzen et à 85 km du centre de Prague.